# 원그래프

영어 화자의 인구 수를 원그래프로 나타낸 모습.

원그래프(영어: Pie chart)는 전체에 대한 각 부분의 비율을 부채꼴 모양으로 백분율로 나타낸 그래프이다. 각 부채꼴의 중심각이 전체에서 차지하는 비율을 나타내며, 비율을 한눈에 볼 수 있다는 장점이 있다. 전체적인 비율을 쉽게 파악할 수 있어서 언론사에서 통계 수치를 공개할 때 자주 활용된다. 최초의 원그래프는 윌리엄 플레이페어의 1801년 Statistical Breviary이다.
원그래프는 비즈니스계와 대중 매체에 매우 널리 사용된다. 그러나 비평 또한 존재하는데, 수많은 전문가들은 이들을 사용하는 것을 삼갈 것을 권고하면서, 연구에 따르면 주어진 원그래프의 각기 다른 부분을 비교한다든지 원그래프 간 데이터를 비교하는 일이 어려움이 입증되었다는 것을 지적하였다. 원그래프는 대부분의 경우 막대그래프, 상자 수염 그림, 점 도표 등 다른 플롯으로 대체가 가능하다.

## 작성방법
원그래프는 수치데이터를 표현한다. 먼저 전체에 대한 각 항목의 백분율을 계산한다. 그 다음 항목이 차지하는 백분율만큼 원을 나눈다. 마지막으로 각 항목의 명칭, 백분율을 적는다. 원그래프를 나누어 나온 백분율의 합이 100%가 되는지 확인해야 한다.
예를 들어 1 원그래프에서 전체를 40등분 한 것 중 5칸 을 차지하는 것을 전체의 길이가 36cm인 띠그래프로 그리면 몇 cm로 나타나는가 하면 전체를 20등분한 원그래프에서 5칸을 차지한다는 것은 그것이 전체의 5/20, 즉 1/4을 차지한다는 것이다. 1/4 = 25/100 이므로 전체의 25%를 차지하게 된다.

## 같이 보기
- 데이터 시각화

## 참고 문헌
- Cleveland, William S. (1985). 《The Elements of Graphing Data》. Pacific Grove, CA: Wadsworth & Advanced Book Program. ISBN 0-534-03730-5.
- Friendly, Michael. "The Golden Age of Statistical Graphics," Statistical Science, Volume 23, Number 4 (2008), 502-535
- Good, Phillip I. and Hardin, James W. Common Errors in Statistics (and How to Avoid Them). Wiley. 2003. ISBN 0-471-46068-0.
- Guerry, A.-M. (1829). Tableau des variations météorologique comparées aux phénomènes physiologiques, d'aprés les observations faites à l'obervatoire royal, et les recherches statistique les plus récentes. Annales d'Hygiène Publique et de Médecine Légale, 1 :228-.
- Harris, Robert L. (1999). 《Information Graphics: A comprehensive Illustrated Reference》. Oxford University Press. ISBN 0-19-513532-6.
- Lima, Manuel. "Why humans love pie charts: an historical and evolutionary perspective[깨진 링크(과거 내용 찾기)]," Noteworthy , July 23, 2018
- Palsky Gilles. Des chiffres et des cartes: la cartographie quantitative au XIXè siècle. Paris: Comité des travaux historiques et scientifiques, 1996. ISBN 2-7355-0336-4.
- Playfair, William, Commercial and Political Atlas and Statistical Breviary, Cambridge University Press (2005) ISBN 0-521-85554-3.
- Spence, Ian. No Humble Pie: The Origins and Usage of a statistical Chart. Journal of Educational and Behavioral Statistics. Winter 2005, 30 (4), 353–368.
- Tufte, Edward. The Visual Display of Quantitative Information. Graphics Press, 2001. ISBN 0-9613921-4-2.
- Van Belle, Gerald. Statistical Rules of Thumb. Wiley, 2002. ISBN 0-471-40227-3.
- Wilkinson, Leland. The Grammar of Graphics, 2nd edition. Springer, 2005. ISBN 0-387-24544-8.